# ورزشگاه ویکتوار
ورزشگاه ویکتوار (به فرانسوی: Palais des Victoires) یک سالن سرپوشیده است که در سال ۲۰۰۶ در کن افتتاح شد.

## امکانات
ورزشگاه ویکتوار یک سالن سرپوشیده ورزشی با 4000 صندلی (شامل ۱۰۰۰ صندلی متغیر) است. پارکینگ‌های زیرزمینی و روباز آن می‌توانند تا ۳۰۰ وسیله نقلیه را در خود جای دهند.
کاخ پیروزی‌ها توسط معمار روبرتو فریرا طراحی شده‌است. در ساخت این ورزشگاه از فولاد کورتن استفاده شده‌است. رنک این فولاد بسته به شرایط از قرمز به نارنجی تا قهوه ای متغیر است.
دیگر امکانات:
- یک سالن اصلی (با گنجایش۴۰۰۰ نفر) اختصاص داده شده به والیبال، بسکتبال، هندبال، بوکس، ترامپولین و هنرهای رزمی
- سالن مدرسه والیبال و بسکتبال
- یک سالن ترامپولین
- یک دیوار سنگ نوردی

## ورزشگاه خانگی
باشگاه والیبال آر سی کن و باشگاه والیبال آ. اس. کن در حال حاضر تیم‌های مستقر در این ورزشگاه هستند.